# オオボウシバナ
オオボウシバナ（大帽子花、学名 Commelina communis var. hortensis）は、ツユクサの栽培変種。一般には通称であるアオバナ（青花）と呼ばれることが多い。滋賀県草津市では市の花に指定されている。

## 特徴
通常のツユクサに比べて大型で、栽培したものでは高さ1メートル、花の大きさは直径4-5センチメートルにもなる。花弁の端はやや縮れたような形状を示す。夏期（6月から7月）の早朝に、ツユクサに似た青い大型の花を開花させる。その花弁は京友禅の下絵を描く染料になる青花紙（あおばながみ）の原料として用いられ、滋賀県草津市を中心にした湖南地方で江戸時代中期から栽培されている。
アオバナの青色色素はアントシアニン系化合物であり、水溶性で色落ちしやすいという特徴があるため、下絵を描くときの顔料として染織工芸の分野、特に京友禅で用いられた。アオバナの色素で描いた下絵の色は最終的には完全に抜け落ちてしまい、仕上がった染め物に残らないことを利用したものである。
栽培したアオバナの花弁のみを摘み取って絞りとり、得られた青い汁を美濃紙に刷毛で塗っては天日で乾かす。この作業をもとの紙の4倍の重さになるまで繰り返してできた、青いというよりもむしろ黒い紙が、青花紙として出荷され、これを水に溶かした薄い青色の顔料が下絵付けに用いられた。
アオバナは花弁が大きく、開花期には毎日新しい花を咲かせるため収量が多く、商品作物としての栽培に適する。しかし早朝に開花した花はその日の昼頃には萎んでしまう上、搾り取った汁はその日のうちに使わなければ変質してしまうため、青花摘みと青花紙作りは酷暑の中、休憩の取れない作業が連日続く、過酷な作業であった。このため生産地では別名、地獄草、地獄花とも呼ばれた。後に化学合成した色素（化学青花）が代わりに用いられるようになり、アオバナの需要は減り、栽培量も減少した。
2000年頃から、アオバナに含まれている成分に糖質吸収を妨げるものがあるという研究結果が報告され、以降健康食品としての応用に向けて、茶や乾燥粉末などの商品開発が行われている。